# Ansan

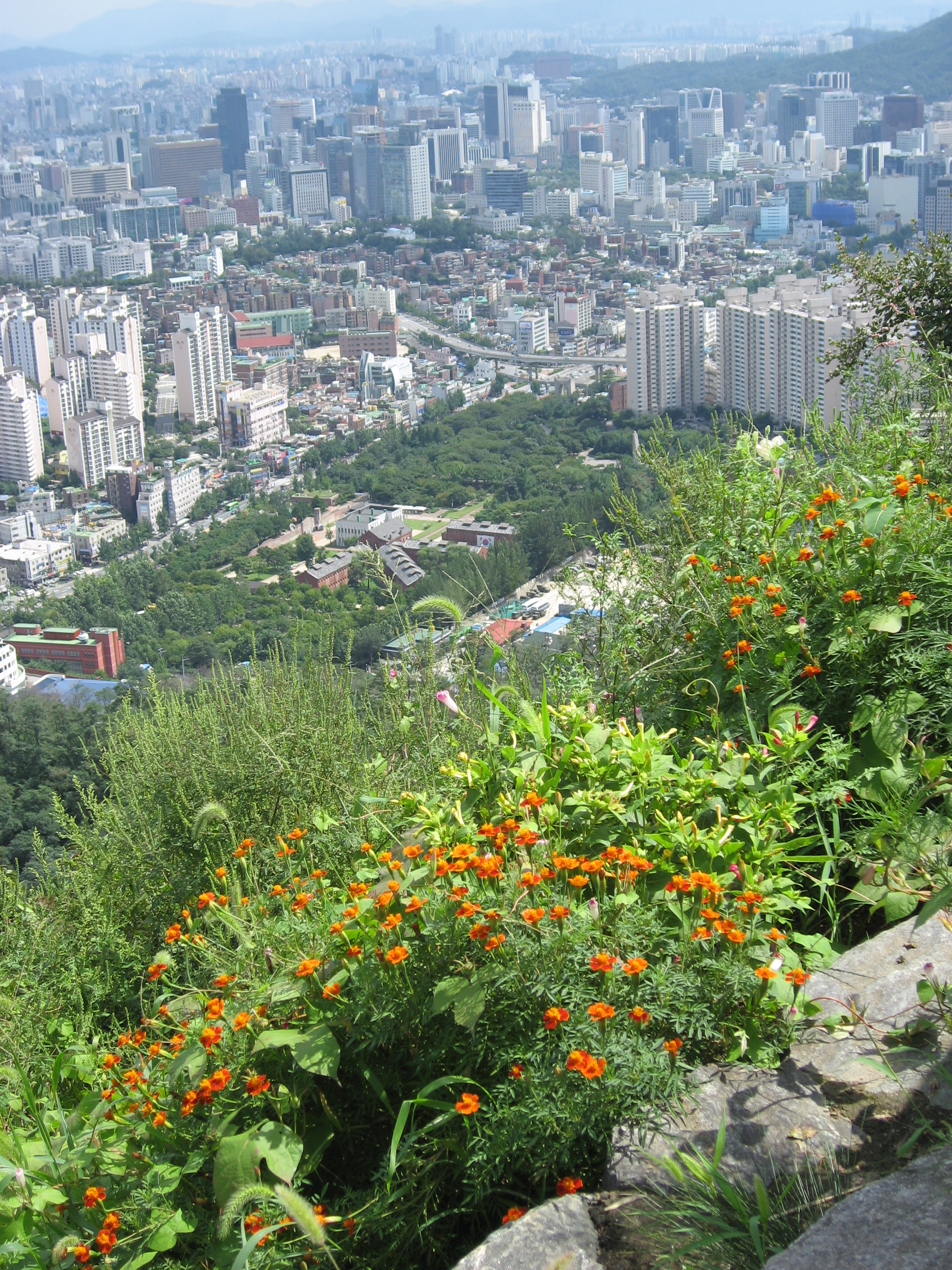
Vy över Ansan med omgivning.

Ansan (hangul: 안산시; hanja: 安山市) är en stad i den sydkoreanska provinsen Gyeonggi. Den är en förort till Seoul och hade 706 185
invånare i slutet av 2020. Ön Daebudo i sydväst tillhör staden.
Staden är administrativt indelat i två stadsdistrikt, Danwon-gu och Sangnok-gu, som i sin tur är indelade i totalt 25 administrativa stadsdelar (dong).